# Guido I Embriaco
Guido I Embriaco o Guido I de Gibelet (Alrededor de 1180 - septiembre de 1238) fue señor de Gibelet en el Condado de Trípoli.
Fue el hijo de Hugo III de Gibelet (fallecido en 1196) y Estefanía de Milly.
Su padre tuvo que ceder el señorío de Gibelet en 1187 ante el sultán Saladino, después de haber caído en cautiverio en la batalla de Hattin.   Mediante su madre Estefanía  Guido consiguió regresar al señorío de Gibelet gracias a la cruzada de Enrique VI en 1197.
Guido tomó en 1217 el lado del duque Leopoldo VI de Austria en la Quinta Cruzada, y desde 1218 hasta 1219 aprovisionó al ejército cruzado apostado en Damieta (Egipto).   
Estuvo en conflicto con la familia Ibelín. Por lo tanto apoyó la cruzada del emperador Federico II Hohenstaufen, tomando en agosto de 1228 con Balián de Sidón el ejército del emperador en la conquista de Nicosia en Chipre.
Guido es registrado por última vez en septiembre de 1238, después de su muerte fue sucedido por su hijo mayor Enrique.
Guido estuvo casado desde 1204 con Alicia de Antioquía, hija del príncipe Bohemundo III. Con ella tuvo cinco hijos:
- María (antes de octubre de 1214);
- Enrique I (después de 1214-antes de 1271), señor de Gibelet;
- Raimundo (fallecido después de 1238), chambelán de Antioquía;
- Beltrán (fallecido después de 1271);
- Inés, se casó con Bartolomé de San Simeón, señor de Soudin.